# Muriel Kordowicz
Muriel Kordowicz (ur. 29 maja 1949 w Warszawie) – polska tłumaczka literatury pięknej z języka serbsko-chorwackiego na język polski, poetka.
Jest absolwentką Wydziału Polonistyki Uniwersytetu Warszawskiego (UW) na kierunku Filologia Polska i Słowiańska (praca magisterska Proza fabularna Isidory Sekulić w Instytucie Filologii Słowiańskiej UW pod kierunkiem dra Jana Wierzbickiego, Warszawa 1974). Piękno jej przekładów podkreślała Łucja Danielewska. Jest autorką pojedynczych tekstów krytycznoliterackich. Bierze udział w Poetyckiej Drodze Krzyżowej warszawskiego i krajowego Duszpasterstwa Środowisk Twórczych (wiersze do stacji IV i VII). Jest członkiem Stowarzyszenia Pisarzy Polskich. Dorobkiem translatorskim i poetyckim Muriel Kordowicz opiekuje się Agnieszka Syska.

## Wybrane tłumaczenia
- z serbsko-chorwackiego:
  - Anđelka Martić: Babcia Katarzyna [Baba Kata]. Wyd. 1. Warszawa: Instytut Wydawniczy Nasza Księgarnia, 1981. ISBN 83-100-7977-X. Brak numerów stron w książce (Wyd. 2 - 1986)
  - Isidora Sekulić: Kronika małomiasteczkowego cmentarza [Kronika palanačkog grobl'a]. wstępem opatrzył Jan Wierzbicki. Warszawa: Państwowy Instytut Wydawniczy, 1983, seria: KIK Klub Interesującej Książki. ISBN 83-060-0972-X. Brak numerów stron w książce
  - Valerija Skrinjar-Tvrz: Sarajewskie grafiki. Sejny: Fundacja Pogranicze, 1996, seria: Biblioteka Pisarzy Sarajewa. ISBN 83-904-7508-1. Brak numerów stron w książce
  - W tej strasznej chwili. Antologia współczesnej wojennej liryki chorwackiej. wybór: Ivo Sanader, Ante Stamać. Warszawa: Krupski i S-ka, 1996. ISBN 83-861-1703-6. Brak numerów stron w książce
- na chorwacki:
  - Tadeusz Dajczer: U školi nazaretske obitelji. Razmišljanja o vjeri [Rozważania o wierze. Z zagadnień teologii duchowości]. Zagrzeb: Glas Koncila, 2001. ISBN 95-362-5816-1. Brak numerów stron w książce

## Twórczość poetycka
- Muriel Kordowicz: Kąpiel w wieczornej rzece. Warszawa: PoeciPolscy.pl, 2013. ISBN 978-83-63062-24-8. Brak numerów stron w książce

## Rodzina
Jest córką Wiktora Kordowicza (1904–1982), nauczyciela, działacza społecznego i historyka ruchu ludowego. Jej bratem jest Jerzy Kordowicz (1943), popularyzator muzyki elektronicznej, dziennikarz radiowy, publicysta, realizator i reżyser dźwięku.